# Israel i fangenskap
Israel i fangenskap (Nederlands: Israel in ballingschap) is een oratorium gecomponeerd door Sigurd Islandsmoen. Islandsmoen was in 1916 aangesteld als organist van de kerk in Moss. Dat vond hij kennelijk onvoldoende om zijn muzikale ambities te uiten. In 1924 richtte hij een plaatselijk koor en orkest op. Met die combinatie verzorgde hij de uitvoeringen van een aantal oratoria die van wereldfaam zijn. Er werden werken van Felix Mendelssohn Bartholdy (Elias) en anderen tne gehore gebracht. In 1931 was het de beurt aan zijn eigen oratorium Israel i fangenskap. Die uitvoering had een Nederlands tintje. De hoofdrol was weggelegd voor Henry Ragnar Becker-Ericksen, die gedurende 1923 vice-consul was voor Nederland. In 1982 werd Israel i fangenskap nogmaals uitgevoerd met onder andere solisten van de Noorse opera. Het werk is waarschijnlijk nooit gepubliceerd.